# Walter de Merton
Pour les articles homonymes, voir Merton.
Walter de Merton, né vers 1205 vraisemblablement à Merton et mort le 27 octobre 1277, est un lord chancelier d'Angleterre, archidiacre de Bath, fondateur du Merton College d'Oxford et évêque de Rochester. 
Pendant les deux premières années du règne d'Édouard Ier, il est – à tous égards, sauf en titre – régent d'Angleterre pendant l'absence du roi à l'étranger. Il meurt en 1277 après une chute de cheval et est enterré dans la cathédrale de Rochester.

## Biographie
Né vers 1205 dans une famille de propriétaires terriens originaire de Basingstoke, sa mère est Christina Fitz-Oliver et son père William. En 1237, ses deux parents sont morts et Walter est alors clerc dans les ordres sacrés. Il a peut-être été éduqué au prieuré de Merton, mais y a certainement été employé comme jeune clerc, recevant de lui le bénéfice de Cuddington,. En 1241, il devient clerc de Nicholas Farnham, ancien recteur d'une autre paroisse de Merton, Long Ditton (en), et désormais promu évêque de Durham. 
En 1241, Walter occupe déjà plusieurs fonctions dans diverses régions du pays ; en 1256, il est l'agent de Walter de Kirkham (en), évêque de Durham, dans un procès. Walter est également protonotaire de la chancellerie en 1258.
Il se fait connaître comme avocat et négociateur talentueux. Lorsque Henri III se rend en France pour négocier le traité de Paris de 1259, Walter reste sur place comme serviteur royal de confiance. Le 29 mars, le Justiciar ordonne à 100 barons de se rassembler à Londres pour une réunion secrète qui les conduirait outre-mer. Quelques jours plus tard, Walter est aperçu à Malden, dans le Surrey, en train d'aider à l'enregistrement de l'armée du Justiciar. Les ordonnances sont antidatées, puis considérées comme une nouvelle procédure comportant un certain risque pour la livraison des ordonnances par les messagers aux shérifs de la localité. Walter aide également dans les transactions financières complexes avec le roi de France Louis IX, lorsqu'il arrive à Londres le 30 avril. En échange d'une promesse de paix, Henri III reçoit 12 500 livres, l'équivalent de 500 honoraires de chevalier. En 1264, cela représente un total de 134 000 livres de subvention du roi de France. Walter joue un rôle inestimable dans l'administration des revenus d'Henri. En 1259, il a suffisamment impressionné le roi pour qu'il obtienne un prébendier de Saint-Paul, à Londres.

### Lord Chancelier
Le 12 juillet 1261, Henri III le nomme chancelier, à la place de Nicholas of Ely (en). Un mois plus tôt, les bulles papales en faveur du coup d'État d'Henri III ont permis au roi de retourner en toute sécurité à la Tour de Londres. Avec un mercenaire à ses côtés, il a marché depuis Douvres jusqu'à la date de la Pentecôte. À Londres, Walter est réinstallé comme chancelier dans le cadre d'une « reprise du pouvoir royal », après avoir été brièvement contesté par le mouvement baronnial.
Walter présente des arguments juridiques en faveur de la collecte des droits de taille, du rejet de la constitution baroniale, de la nomination de shérifs royaux et d'une nouvelle tentative de justifier la collecte des douanes. Désormais, seul un Philip Basset, parmi les barons, reste à l'écart de la mêlée lorsque les nouvelles mesures du roi contre les provisions d'Oxford apparaissent. En tant que l'un des arbitres, Walter rencontre les barons avec Walerand et Basset. Il n'est probablement pas le premier choix du roi parmi la noblesse, mais le point de friction reste la méthode de nomination des shérifs, parmi les « hommes et les gens fidèles » des comtés.
Plus tard dans le mois de mai 1261, Merton contribue à définir le Jus regalitatis, une loi interdisant la critique du roi, ce qui constitue une violation flagrante de l'engagement pris à Oxford. Un an plus tard, Henri décrira les shérifs comme des « bachelarii regis qui tenent comitatus » car les régents sont des hommes de second rang, pas des nobles, mais ils doivent leur statut élevé entièrement au service royal.
En 1262, Walter acquiert des sinécures lucratives, comme le nouveau prébendier d'Exeter, et devient chanoine de Wells. L'année suivante, alors que Simon de Montfort est au sommet de ses pouvoirs, Walter est poussé par l'évêque de Worcester à accepter une forme de paix satis competens et honesta. Il est possible que Walter ait été membre de la députation de Richard de Cornouailles envoyée de Windsor pour accueillir l'armée de Montfort venant de l'est de Londres et du Kent. Mais le 16 juillet, lorsque le roi renonce aux conditions de paix, et trois jours plus tard de Montfort prend le pouvoir, Walter quitte également ses fonctions. 

### Merton College d'Oxford

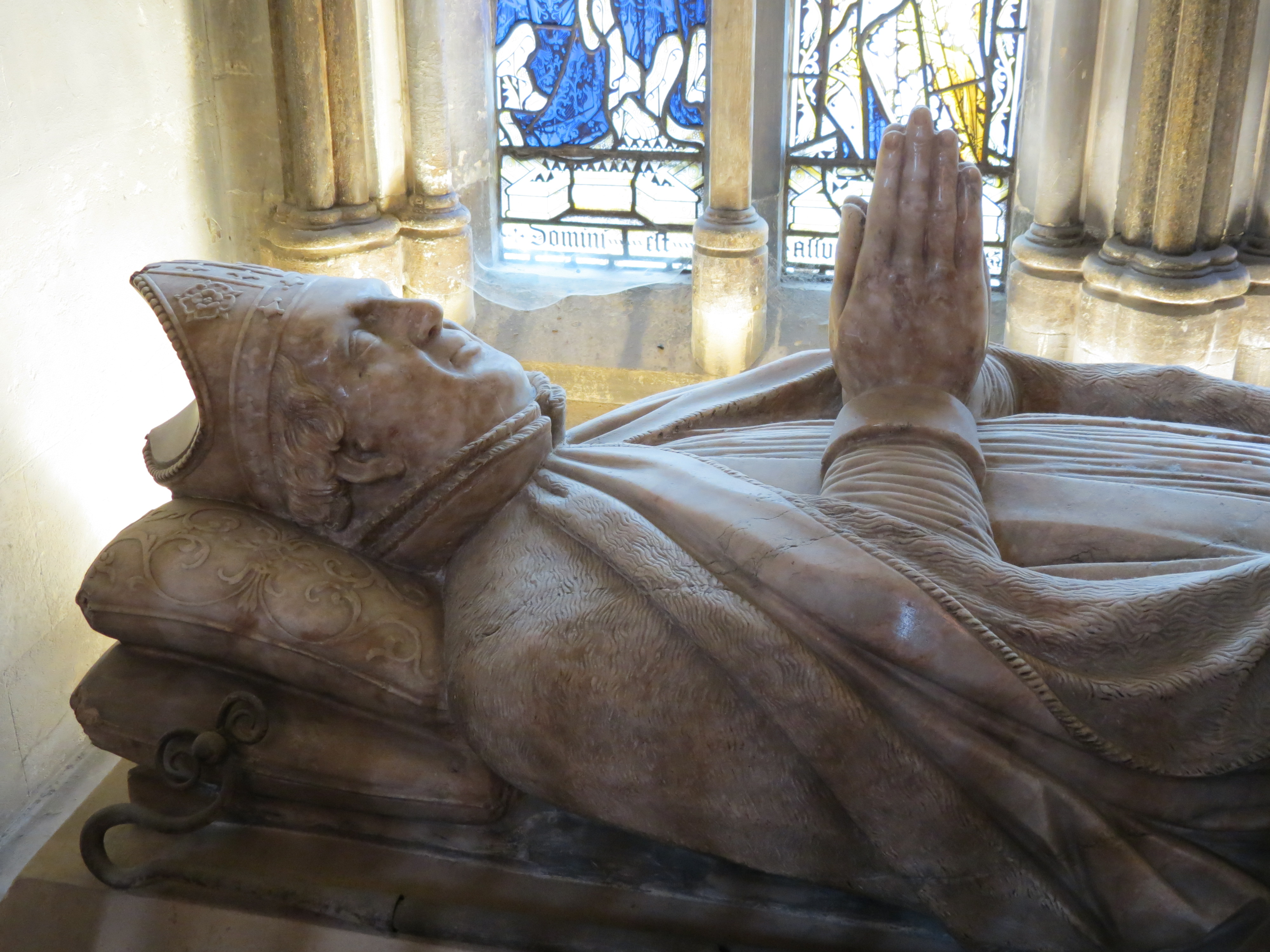
Tombe de Walter de Merton dans la cathédrale de Rochester.

En 1261, deux manoirs du Surrey sont réservés pour l'entretien des « étudiants résidant dans les écoles » du prieuré de Merton ; il s'agit du début du Merton College. En 1264, Walter rédige les statuts d'une « maison des étudiants de Merton », à Malden dans le Surrey ; dix ans plus tard, ces étudiants sont transférés à Oxford et une maison permanente est établie. Le Merton College, ainsi fondé et doté, est l'un des premiers exemples de vie collégiale à Oxford. Les statuts de Merton prévoient une vie corporative commune sous la direction d'un directeur mais, comme les vœux doivent être prononcés et que les étudiants entrant dans un ordre monastique perdent leur bourse, le collège est en réalité un lieu de formation pour le clergé séculier.
Libéré des responsabilités du gouvernement, Walter se consacre de nouveau à son collège. Les statuts sont remaniés et les étudiants s'installent définitivement à Oxford. Ils sont établis sur le site de l'église paroissiale de Saint-Jean dont il a obtenu l'aveu au début des années 1260 et où il a acheté des maisons et des salles adjacentes depuis 1264. En 1270, il achète Kibworth Harcourt, dans le Leicestershire, dans le cadre de la confiscation des biens de Saer de Harcourt, un ancien partisan de Simon de Montfort. Alors que Merton œuvre à la création du Merton College, les barons en sortent triomphants. Walter, ami partisan d'Henri III, est démis de ses fonctions de chancelier en 1263. Il n'est pas immédiatement rétabli après la victoire du roi, mais il renoue avec le cercle royal, qui se trouve alors à Windsor.

### ÉdouardIeret le chancelier Merton
Walter est mentionné comme justicier en 1271. Il est reconduit dans ses fonctions de Lord Chancelier, quatre jours après la mort d'Henri III, le 16 novembre 1272. Pendant les deux premières années du règne d'Édouard Ier, il est régent d'Angleterre, sauf en titre, pendant les absences du roi à l'étranger. Il est chargé d'enquêter sur les 20 000 marks collectés (1266) sur les tailles, au sujet desquels de nombreuses plaintes ont déclenché la colère des citoyens de Londres. De violents affrontements dans les rues inquiétent le roi Édouard Ier au cours de sa première année sur le trône. Le vulgus (les gens du commun) réclame des têtes à la Guildhall et l'élection du parti baronial. Merton affirme que l' élection des communes est une affaire du Parlement, tandis que le vote des alderman est en conflit avec l'autre juridiction. Le tribunal mixte de Merton, nommé avant la mort d'Henri III, est superflu jusqu'à ce qu'Édouard Ier puisse nommer un gardien royal. Le 11 novembre, Édouard, poussé par son chancelier, décide de permettre aux conseillers de contrôler les « hommes de Bélial ». La violence s'apaise : Merton parvient à négocier avec succès la nomination de Walter Hervey comme maire, et il « annonce devant tout le peuple réuni à la croix de Saint-Paul que les échevins ont accepté de nommer Walter comme maire pour cette année-là ». L'historien contemporain, Matthew Paris, décédé en 1275, a laissé de volumineuses histoires sur ces événements.

### Évêque de Rochester
Édouard Ier a quitté l'Angleterre en 1268 pour participer à la neuvième croisade et, en l'absence du nouveau roi, Merton le remplace, en tant que régent effectif d'Angleterre. Édouard commande le respect de sa maison et de sa garde-robe, anticipant un retour bienvenu. Cela est signifié dans une lettre du 9 août envoyée de Melun, en France, dans laquelle Walter se voit promettre le soutien total du roi. Cependant, au retour d'Édouard en Angleterre, Walter est démis de ses fonctions de Lord Chancelier le 21 septembre 1274, en faveur de Robert Burnell, qui devient un fervent allié du régime édouardien. La compensation de Walter est le siège de Rochester, auquel il est élu fin juillet 1274, et consacré le 21 octobre suivant,. 
Il attend avec impatience la nomination d'un directeur du nouveau Merton College. Pendant les trois dernières années de sa vie, Walter partage son temps entre ses fonctions à Rochester et la supervision de sa jeune maison académique. Lors d'un voyage de retour d'Oxford en 1277, alors qu'il traverse la Medway à gué, il tombe de cheval et meurt deux jours plus tard, le 27 octobre 1277, des suites de ses blessures. Il est enterré dans la cathédrale de Rochester, où sa tombe peut encore être vue. 
Walter de Merton est décrit dans les Annales monastici comme un homme généreux et d'une grande érudition profane, toujours prêt à aider les ordres religieux.